# Élection du président de la Confédération suisse de 2014
L'élection du président de la Confédération suisse de 2014, est un scrutin au suffrage indirect visant à élire le président de la Confédération suisse pour l'année 2015.
Le 3 décembre 2014, Simonetta Sommaruga (PS) est élue présidente avec 181 voix sur 210 bulletins valables par l'assemblée fédérale.

## Déroulement

### Processus électoral
Le président de la Confédération est élu par l'Assemblée fédérale, réunissant le Conseil national et le Conseil des États, parmi les membres du Conseil fédéral le deuxième mercredi de la session d'hiver.
Son mandat dure un an et correspond à l'année civile (du 1er janvier au 31 décembre). Il n'est pas immédiatement rééligible, y compris à la vice-présidence du Conseil fédéral, mais peut remplir plusieurs mandats non successifs,.

### Élection
Le 3 décembre 2014, par 181 voix sur 210 bulletins valables, Simonetta Sommaruga, du Parti socialiste, est élue présidente de la Confédération pour l'année. Elle succède à Didier Burkhalter, du PLR, président élu en 2013. 
Vingt-neuf bulletins ont porté le nom de divers candidats, dont treize pour Johann Schneider-Ammann et dix pour Alain Berset. 